# 空廼海里
空廼 海里（10月23日—），是一位日本漫畫家。

## 作品列表

### 連載
- Cristo-橙眼救世主（クリスト－橙眼のメシア－）（全1卷、《COMIC BLADE MASAMUNE》2003年夏季号 - 2004年夏季号）
- 幻影少年（モノクローム・ファクター）（全11卷、《COMIC BLADE MASAMUNE》2004年初夏号（2007年9月移至《月刊Comic Blade Avarus》連載） - 《Comic Avarus》2011年 07月号）
- （《Comic BLADE ZEBEL》 vol.1 - 3、未完）
- 伊甸捍衛者（マザーキーパー）（全10卷、《月刊Comic BLADE》2006年2月号 - 2014年6月号）
- 獸化病毒入侵（クロアキメラ）（全4卷、《月刊Comic Garden》2014年10月号 - 2016年10月号）
- 彼岸異譚（彼岸異譚）（既刊1卷、網路漫画網站《Press》2017年10月 - 連載中）

### 短篇
- 《SPEED ACT》
  - 《COMIC BLADE MASAMUNE》 2006年秋季号 特別付録 WAKIZASI

### 畫集
- 《Separation SKY》
  - 收錄《幻影少年》、《伊甸捍衛者》、《Cristo-橙眼救世主》的封面插畫、新繪插圖和作者的特別訪談。

## 外部連結
- （日語）CROACHIMERA — 空廼海里官方网站